# HD 128311
HD 128311 är en orange huvudseriestjärna i stjärnbilden Björnvaktaren. Den ligger på omkring 54 ljusårs avstånd ifrån solen. Stjärnan är en variabel av BY Draconis-typ. Den varierar 0,04 i magnitud med en period av 11,54 dygn.

## Planeterna runt HD 128311[4]
Två exoplaneter upptäcktes 2005 kretsande kring stjärnan.
| Exoplanet | Massa i Jupitermassor | Omloppsperiod i dygn | Halv storaxel | Excentricitet |
| --------- | --------------------- | -------------------- | ------------- | ------------- |
| b         | >2,18 ± 0,22          | 458,6 ± 6,8          | 1,099 ± 0,04  | 0,25 ± 0,10   |
| c         | >3,21 ± 0,30          | 928,3 ± 18           | 1,76 ± 0,13   | 0,17 ± 0,09   |